# Svinninge (Zweden)
Svinninge is een plaats in de gemeente Österåker in het landschap Uppland en de provincie Stockholms län in Zweden. De plaats heeft 1422 inwoners (2005) en een oppervlakte van 371 hectare.